# Schmillenburg
Schmillenburg ist ein Ortsteil im Stadtteil Asselborn von Bergisch Gladbach.

## Lage und Beschreibung
Schmillenburg liegt an der L 289 (Braunsberg) zwischen Braunsberg und dem Siefer Hof. In der Nachbarschaft befindet sich Rottland, Obersteinbach und Silberkaule. Schmillenburg bildet mit dem größeren Braunsberg einen geschlossenen Siedlungsbereich.

## Geschichte
Aus der Charte des Herzogthums Berg 1789 von Carl Friedrich von Wiebeking geht hervor, dass Schmillenburg zu dieser Zeit Teil des Kirchspiels Dürscheid war. Unter der französischen Verwaltung zwischen 1806 und 1813 wurde das Amt Porz aufgelöst und das Kirchspiel Dürscheid, wurde politisch der Mairie Bensberg im Arrondissement Mülheim am Rhein zugeordnet. 1816 wandelten die Preußen die Mairie zur Bürgermeisterei Bensberg im Kreis Mülheim am Rhein. Schmillenburg, damals noch Schmielenburg genannt, zählte 1845 elf Einwohner katholischen Glaubens.
In der Aufstellung des Königreich Preußen für die Volkszählung 1885 wurde Schmillenburg aufgeführt als Wohnplatz der Landgemeinde Bensberg im Kreis Mülheim am Rhein. Zu dieser Zeit wurden ein Wohnhaus mit sieben Einwohnern gezählt. Ab der Preußischen Neuaufnahme von 1891 ist der Ort auf Messtischblättern regelmäßig als Schmillenburg verzeichnet.
Aufgrund des Köln-Gesetzes wurde die Stadt Bensberg mit Wirkung zum 1. Januar 1975 mit Bergisch Gladbach zur Stadt Bergisch Gladbach zusammengeschlossen. Dabei wurde auch Schmillenburg Teil von Bergisch Gladbach.